# Anna Carlson
Anna Christina Carlson, född 12 december 1950 i Örebro Nikolai församling, Örebro, är en svensk skådespelare.

## Biografi
Carlson studerade vid Skara Skolscen och fortsatte sedan studierna vid Statens scenskola i Stockholm. Hon tillhör sedan 1980 den fasta ensemblen vid Uppsala Stadsteater. Hon var mellan 2006 och 2018 ordförande för Teaterförbundet för scen och film. 2017 efterträdde hon Jannike Åhlund som ordförande i Guldbaggejuryn, hon var även konferencier tillsammans med Svenska Filminstitutets presschef Jan Göransson för förgalan till Guldbaggegalan 2019.

## Filmografi
- 1987 – Ett brottsstycke
- 1989 – Peter och Petra
- 2011 – The Girl with the Dragon Tattoo
- 2012 – Odjuret (TV-Film)

## Teater

### Roller (ej komplett)
| År   | Roll           | Produktion                                                                                | Regi            | Teater              |
| ---- | -------------- | ----------------------------------------------------------------------------------------- | --------------- | ------------------- |
| 2008 | Ida            | Tjuven Göran Tunström                                                                     | Linus Tunström  | Uppsala stadsteater |
| 2012 | Anna Hedborg   | Den flygande handläggaren Gertrud Larsson                                                 | Olle Törnqvist  | Uppsala stadsteater |
| 2013 | Demon          | Hamlet William Shakespeare                                                                | Linus Tunström  | Uppsala stadsteater |
| 2013 | Juliane Tesman | Hedda Gabler Henrik Ibsen                                                                 | Farnaz Arbabi   | Uppsala stadsteater |
| 2013 |                | En julsaga (A Christmas Carol in Prose, Being a Ghost-Story of Christmas) Charles Dickens | Rikard Lekander | Uppsala stadsteater |
| 2015 |                | En hunds hjärta (Собачье сердце, Sobatje serdtse) Michail Bulgakov                        | Yana Ross       | Uppsala stadsteater |
| 2015 |                | Ordets makt Ola Larsmo, Martin Lindberg, Åsa Lindholm och Lucia Cajchanova                | Linus Tunström  | Uppsala stadsteater |
| 2017 |                | Löwensköldska ringen Selma Lagerlöf                                                       | Anna Azcárate   | Uppsala stadsteater |
| 2018 | Martha         | Ett skri i natten Anders Lundin och Hans Marklund                                         | Hans Marklund   | Uppsala Stadsteater |
| 2022 | Abby Brewster  | Arsenik och gamla spetsar (Arsenic and Old Lace) Joseph Kesselring                        | Philip Zandén   | Uppsala stadsteater |
| 2024 |                | Folkets fiende (En folkefiende) Henrik Ibsen                                              | Philip Zandén   | Uppsala stadsteater |